# Брайковци
Брайковци (на македонска литературна норма: Брајковци) е село в община Валандово, Северна Македония.

## География
Брайковци е разположено югоизточно от град Валандово, в южната част на долината на Анска река.

## История
В XIX век Брайковци е едно немногото чисто български села в Дойранска каза на Османската империя. Църквата в селото „Свети Георги“, изградена преди 1870 година от Андон Китанов, пострадва от земетресението в 1931 година и е възобновена по-късно. В „Етнография на вилаетите Адрианопол, Монастир и Салоника“, издадена в Константинопол в 1878 година и отразяваща статистиката на населението от 1873 година, Брайковци (Braycovtzi) е посочено като селище с 34 домакинства, като жителите му са 146 българи.
Според статистиката на Васил Кънчов („Македония. Етнография и статистика“) от 1900 г. Брайковци има 180 жители, всички българи християни.
Всички християнски жители на Брайковци са под върховенството на Българската екзархия. По данни на секретаря на екзархията Димитър Мишев („La Macédoine et sa Population Chrétienne“) в 1905 година в Брайковци (Braïkovtzi) има 240 българи екзархисти и в селото работи българско училище.
При избухването на Балканската война в 1912 година 5 души от Брайковци са доброволци в Македоно-одринското опълчение.
Преброявания
В Брайковци има 100 домакинства в 2002 година, като жителите му, според преброяванията, са:
- 1994 – 422
- 2002 – 437

## Личности
Родени в Брайковци
- Васил Христов, деец на ВМОРО, четник на Коста Христов Попето[9]
- Гоно (Григор) Толев Какъров (Какров), македоно-одрински опълченец, 35-годишен, четата на Коста Христов Попето.[10] Носител на орден „За храброст“ IV степен от Първата световна война.[11]
- Гоно Петров, македоно-одрински опълченец, 48-годишен, четата на Ичко Димитров[12]